# U Svaté Anny
U Svaté Anny (též Území svaté Anny, německy Sankt Annagrund) je bývalá předměstská čtvrť Brna, která byla do roku 1941 také samostatným katastrálním územím. Oblast, kterou z většiny zabírá areál Fakultní nemocnice u sv. Anny, je dnes součástí Starého Brna a městské části Brno-střed.

## Historie
Oblast pozdějšího území U Svaté Anny byla na začátku 14. století tvořena tzv. Královskou zahradou se sadem, dvorem, věží a zahradou. Tu v roce poskytl král Jan Lucemburský dominikánkám, které si zde vybudovaly vlastní klášter s kostelem svaté Anny. Území bylo ze severu ohraničeno cestou z Brna na Staré Brno (dnešní ulice Pekařská, tvořící tehdy část předměstské čtvrtě), z jihu potom Svrateckým náhonem. Konvent zde fungoval až do konce 18. století, kdy byl v roce 1782 za Josefa II. zrušen. Areál byl upraven pro nemocniční účely. Dva roky zde fungovala vojenská nemocnice, od roku 1784 potom zemský všeobecný zaopatřovací ústav, z nějž se v 19. století vyvinula Fakultní nemocnice u sv. Anny v Brně. V polovině 19. století již původní klášterní budovy nevyhovovaly, proto byly z většiny nahrazeny novorenesanční novostavbou zemské nemocnice.
Katastrální území a předměstská čtvrť zahrnovala v první polovině 19. století kromě nemocničního areálu také domky podél západní části dnešní Anenské ulice a zástavbu za Svrateckým náhonem (dnešní ulice Hybešova mezi zalomením a Leitnerovou ulicí), na severní straně nové cesty (Hybešova) z Brna na Staré Brno, která vznikla v 70. letech 18. století, navazující na předměstí Silniční. Během první poloviny 19. století byly na této frontě postaveny velké městské klasicistní domy. V roce 1850 se území U Svaté Anny stalo součástí Brna. Celá čtvrť byla v roce 1941 při katastrální reformě Brna zahrnuta do katastru Špilberku a od konce 60. let je součástí Starého Brna. Na většině území čtvrti se rozkládá rozšiřovaný areál Fakultní nemocnice u sv. Anny, domy v Hybešově ulici jsou převážně zachovány.

## Galerie

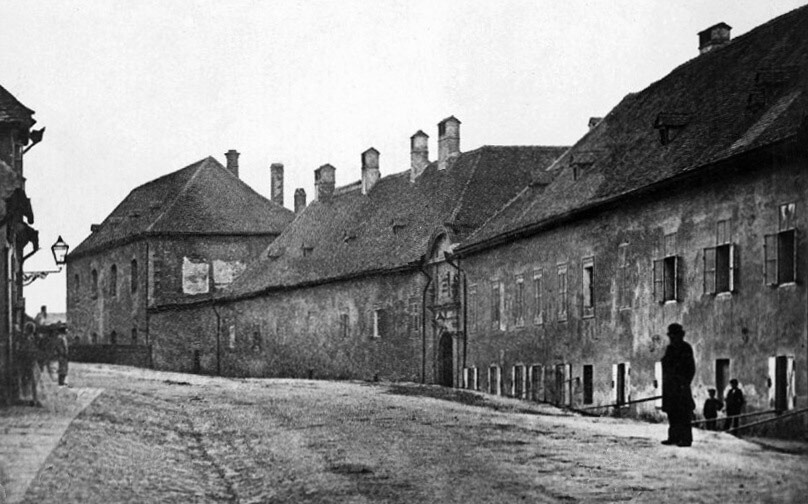
Klášter dominikánek přestavěný na nemocnici (před 1865)
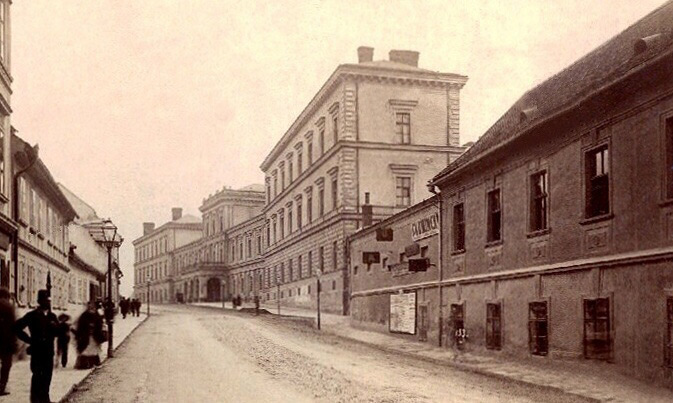
Nemocnice na Pekařské (kolem 1895)
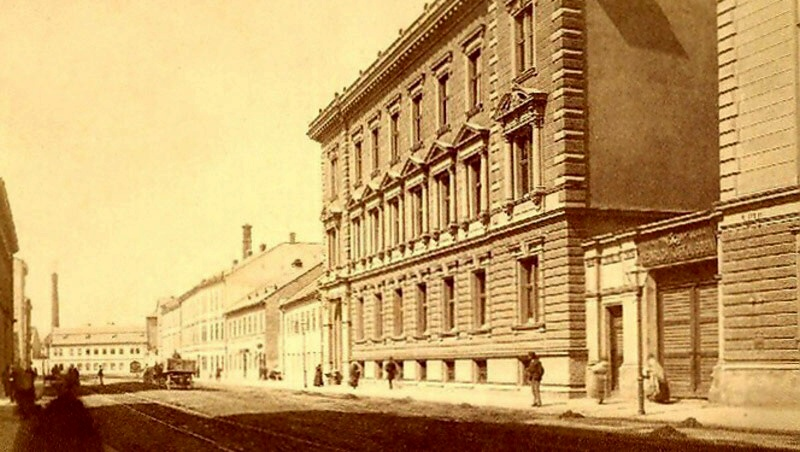
Zástavba severní strany západní části dnešní Hybešovy ulice patřící k území U Svaté Anny (kolem r. 1900)